# جورج بيتس (لاعب كريكت)
جورج بيتس (بالإنجليزية: George Betts)‏ (19 سبتمبر 1843 - 26 سبتمبر 1902) هو لاعب كريكت بريطاني (وحمل سابقاً جنسية المملكة المتحدة لبريطانيا العظمى وأيرلندا).